# Notion
Notion（ノーション）は、クロスプラットフォームのフリーミアムのメモ取りウェブアプリである。タスク管理、Todoリスト、ブックマークなどの機能があり、Windows、macOS、Android、iOSで動作するソフトウェアもある。

## 歴史
Notion Labs Inc. は、2013年に Ivan Zhao、Chris Prucha、Jessica Lam、Simon Last、 Toby Schachmanに拠って設立された、サンフランシスコに拠点を置くスタートアップ企業である。
主な投資家の2人は、アメリカの起業家でありベンチャーキャピタリストのジョシュ・コペルマン（Josh Kopelman）と、Google創業時の取締役会の役員および最初の投資家の1人であるラム・シュリラムである。 
2018年6月、Androidの公式アプリがリリース。 
2019年7月、シリーズAにおいて1,000万ドルを調達。
2021年9月7日、ハイデラバードを拠点とするスタートアップAutomate.ioを買収した。同年10月、Coatue ManagementとSequoia Capitalが率いる新たな資金調達ラウンドにより、Notionは2億7500万ドルを調達した 。この投資額はNotionを100億ドルと評価し、同社は合計2000万人のユーザーを抱えていた。
2022年、ユーザーが専門知識を拡大できる公式認定プログラムであるNotion Certified Programを開始した。Notionはまた、顧客と積極的にセキュリティ情報を共有することを誓約したハイテク企業の連合体であるSecurity First Initiativeにも参加した 。
2022年6月、カレンダーソフトウェアCronを買収し、生産性アプリのスイートに追加した。
2022年11月、日本語に正式対応する。
2023年2月、ワークスペース上で利用できるAIサービス「Notion AI」をリリースする。

## ソフトウェア
タスク、Wiki、およびデータベースを統合するMarkdownサポートを備えたメモアプリケーション及びサービス。 同社はこのアプリを、メモ作成、プロジェクト管理、タスク管理のためのオールインワンワークスペースと説明している。 オールインワンワークスペース上のファイルマネジメントツールとして、ユーザーが進行中のプロジェクトにコメントしたり、ディスカッションに参加したり、フィードバックを受け取ったりできる。同社によって提供されるクロスプラットフォームアプリに加えて、ほとんどのWebブラウザーからアクセス可能である。

## 参照資料
1. ↑  https://www.notion.so/ja/releases/2024-10-24
2. ↑  “Wiki、ドキュメント、プロジェクト。すべてをひとつに。”. Notion. 2023年2月20日閲覧。
3. ↑  “Notion brings its powerful note-taking app to Android”. The Verge (2018年6月7日). 2020年1月3日閲覧。
4. ↑  https://news.crunchbase.com/news/notions-new-round-and-the-optimism-of-hot-saas-valuations/
5. ↑  “Notion acquires India's Automate.io in push to accelerate product expansion”. Techcrunch. 2021年10月1日閲覧。
6. ↑  Konrad, Alex. “Notion Reaches $10 Billion Valuation, Boosted By Remote Work — And TikTok” (英語). Forbes. 2022年1月28日閲覧。
7. ↑  Lawrence, Lizzy (2022年3月2日). “Notion wants to mobilize your Notion-obsessed employees” (英語). Protocol. 2022年3月8日閲覧。
8. ↑  Finnegan, Matthew (2022年3月4日). “Coda and Notion turn up the heat on Microsoft Office” (英語). Computerworld. 2022年3月8日閲覧。
9. ↑  Lawrence, Lizzy (2022年6月9日). “Notion acquires calendar app Cron” (英語). Protocol. 2022年8月31日閲覧。
10. ↑  “Notion「日本語正式版」になる”. www.watch.impress.co.jp (2022年11月10日). 2022年11月10日閲覧。
11. ↑  “Notion、「Notion AI」を正式リリース--ワークスペース上でのAI活用で業務効率化”. ZDNet Japan.  朝日インタラクティブ (2023年2月24日). 2023年2月26日閲覧。
12. ↑  “Notion goes where Evernote dares not: what you need to know”. Android Community (2018年6月8日). 2020年1月3日閲覧。
13. ↑  updated, Collin Probst last (2022年7月13日). “5 things you need to know about Notion” (英語). TechRadar. 2022年12月20日閲覧。
14. ↑  “The Only App You Need for Work-Life Productivity”. The Wall Street Journal (2018年3月21日). 2020年1月3日閲覧。